# Ректификация
Ректификацията е метод за разделяне на смес от течности, който се базира на различната летливост (различната температура на кипене) на отделните вещества. Образно казано ректификацията е многократна дестилация. За разлика от дестилацията при този метод могат да се постигнат много високи чистоти на отделните компоненти. Това е най-значимият метод за разделяне на смеси в химическата, нефтохимическата и др. индустрия, който е отговорен за голяма част от консумираната енергия от тези индустрии.
В нефтохимическата индустрия методът служи за разделяна на нефта на пропан-бутан, бензин, дизел, самолетно гориво, керосин, смазочни масла, битуми и др. В хранително-вкусовата промишленост се използва например за получаване/пречистване на етанол, етерични масла и др. Типичен пример е и разделянето на (втечнен) въздух на отделни фракции богати на азот, кислород и пр.

## Принцип и апарати
Ректификацията се базира на различната летливост на отделните вещества. При достигане на равновесие между парна и течна фаза парите са по-богати на леснолетливи компоненти а течността на компоненти с по-висока температура на кипене.
При обикновената дестилация (напр. разделяне на смес от етанол и вода: варене на ракия и др.) част от течността се изпарява и след това кондензира. Докато изходната смес съдържа 8 – 10% етанол кондензатът е 35 – 40% етанол а остатъчният продукт само 1 – 2% етанол (данните са приблизителни). За по-нататъшно разделяне кондензатът може да се подаде във втори дестилационен апарат. След разделяне се получава кондензат с 50 – 60% етанол и остатъчен продукт с 15 – 20% алкохол (данните са измислени). Полученият във втория апарат кондензат може отново да се раздели и т.н. (многократна дестилация) с цел да се постигне по-високо съдържание на етанол. Така описаният процес е изключително енергоемък, изисква няколко апарата (2×изпарител + 2×кондензатор), освен това остатъчният продукт от втория дестилатор съдържа значителни количества етанол, който трябва да се извлече (отново чрез дестилация).
Принципът на ректификацията е следният: парите от първия дестилатор се подават директно във втория, където при контакт с намиращата се там течност настъпва тяхната частична кондензация. Топлината отделена при кондензацията изпарява част от течността във втория дестилатор. Остатъчният продукт от втория дестилатор се подава в първия дестилатор. По този начин се спестяват един кондензатор и един изпарител и се отвежда/подава по-малко енергия. В индустрията процесът се извършва в апарати, наречени ректификационни колони. Те представляват високи цилиндрични съдове в които са разположение една над друга прегради (тарелки), които задържат определено количество течност. Всяка тарелка отговаря приблизително на един от описаните по-горе дестилатори. Ректификацията е изключително енергоемък метод и е отговорен за голяма част от консумираната от химическата индустрия енергия. Въпреки това той е често най-икономичния метод за разделяне (в сравнение с обикновена дестилация, екстракция и др.)

### Ректификационни колони
В долната част на колоната обикновено се намира изпарител, който изпарява част от течността. При издигането си нагоре парата влиза в контакт с намиращата се на тарелките течност, като част от нея кондензира, докато част от течността се изпарява.
При това парите се обогатяват на компоненти с по-ниска температура на кипене, а течността на компоненти с по-висока температура на кипене. В горната част на колоната се намира кондензатор, който втечнява част от парата и я връща в колоната (нарича се флегма). Течността се спуска под действието на силата на тежестта надолу и влиза в контакт с парата на всяка от тарелките. Броят на тарелките е важен за достатъчното разделяне на компонентите, по-голям брой тарелки (по-висока колона) водят до по-добро разделяне на компонентите. Най-висока е температурата долу в изпарителя а най-ниска в горната част на колоната. Този температурен профил се получава заради различните температури на кипене на отделните вещества.
Типичната колона за разделяне на смеси дава два продукта (съответно горе (дестилат) и долу). Разделянето на смес от няколко компонента на чистите вещества не е възможно с една-единствена колона. При три компоненти (A, B и C), в зависимост от фазовото равновесие, са възможни например следните варианти: А излиза като чист продукт (горе/долу), (долу/горе) смес от B+C; B излиза като чист продукт (горе/долу), (долу/горе) смес от А+C и т.н. При всички случаи смесите (А+C или B+C) се подават във втора ректификационна колона. Когато не се цели разделянето на чисти компоненти а разделяне на базата на някакъв температурен интервал (например разделянето на нефта на фракции с различни интервали на кипене: пропан-бутан, бензин, дизел и др.) продуктите (фракциите) се отвеждат и от средата на колоната.
При наличието на ацеотроп в системата компонентите не могат да се разделят напълно, един от продуктите е винаги ацеотропната смес. В този случай се прилагат специални методи (ректификация при две различни налягания, ацеотропна ректификация и др.).
За осъществяване разделянето на смеси, в които компонентите притежават ниска относителна летливост, понякога се налага добавянето на допълнителни компоненти към сместа. Тези вещества се наричат разделящи агенти и имат за цел да повишат степента на разделяне или да изведат нежелани примеси в дестилата или в кубовия остатък. При добавянето на вещество, образуващо ацеотроп с някой от компонентите в сместа, ректификацията се нарича ацеотропна. При добавянето на разтворител, който има ниска относителна летливост, но увеличава летливостта на даден компонент и едновременно извлича други, става дума за екстракционна ректификация. Разделящите агенти и за двата вида ректификация се подават обикновено на по-висока тарелка, от тази на захранващия поток. Разликата между двата вида е в това, че при ацеотропната ректификация получения ацеотроп най-често има температура на кипене по-ниска от тази на сместа и се извежда от колоната като дестилат, а при екстракционната ректификация екстрахиращия агент се извежда заедно с по-високо кипящата фракция като кубов остатък.

### Тарелки
Тарелките представляват метални прегради, които имат за цел да задържат част от спускащата се надолу течност и да осигурят добър контакт с издигащите се нагоре пари. Те са снабдени с различни приспособления (звънци, вентили или обикновени отвори), които принуждават парите да минат през течността под формата на мехури, пяна и пр. При това се извършва интензивен обмен на енергия и вещества между течната и парната фаза. Една тарелка съответства приблизително на един обикновен дестилатор.

### Пълнеж
Вместо тарелки колоните могат да съдържат насипен пълнеж от различни керамични, метални или пластмасови елементи (рашигови пръстени, седла и др.). Течността образува тънък филм по повърхността на пълнежа, при което се постига много голяма масо- и топлообменна повърхност.
- Рашигови пръстени
- Керамични седла
- Пластмасов елемент